# Hermann Adolf Wollenhaupt

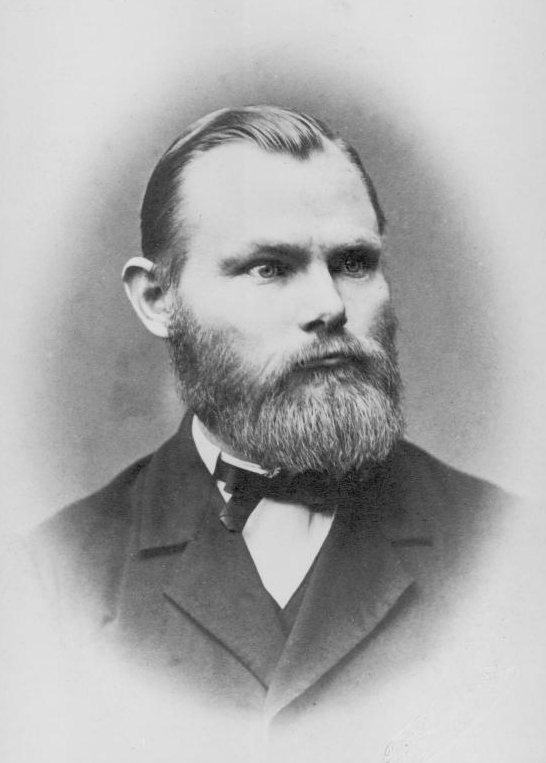
Hermann Adolf Wollenhaupt.

 Wollenhaupt, H. A. (Hermann Adolf) (Schkeuditz, Sajonia, Alemania, 27 de septiembre de 1827 - Nueva York, Estados Unidos, 18 de septiembre de 1863) fue un pianista y compositor alemán.

## Obras

### Obras con opus
- Op. 7. Andante et étude
- Op. 10. Polka di bravura
- Op. 13. Pensées d'amour
- Op. 15. Nocturne romantique, pour le piano
- Op. 17. Mazurka-caprice
- Op. 18. Les fleurs américaines, pour le piano
- Op. 18, n. 1. Polka
- Op. 18, n. 2. Valse
- Op. 19. Grande marche de concert (piano)
- Op. 22. 5 morceaux caractéristiques (piano)
- Op. 22, n. 1. Étude
- Op. 23, n. 2. La gazelle, polka de salon (piano)
- Op. 25. Le ruisseau, valse étude (piano)
- Op. 27. 2 morceaux de salon (piano)
- Op. 27, n. 1. Mazourka (tempo di mazourka, do sostenido mayor)
- Op. 27, n. 2. Valse styrienne (moderato, si mayor)
- Op. 28. Capriccio
- Op. 29. 10 morceaux pour le piano
- Op. 29, n. 2. Will-o’-the-wisp (Feu follet)
- Op. 29, n. 10. Nocturne
- Op. 31. Grande marche militaire (piano)
- Op. 32. Nocturne
- Op. 33. Grande valse brillante
- Op. 34. Souvenir de Niagara, grand divertissement de bravoure
- Op. 35. Caprice fantastique
- Op. 36. Valse de concert
- Op. 38. The whispering wind, mazurka-caprice (piano)
- Op. 41. 12 morceaux mélodiques et progressifs
- Op. 53. Sparkling diamonds, mazurka fantastique
- Op. 54. Chant des sirènes, grande valse brillante (Song of the sirens)
- Op. 56. Le météore, galop brillante
- Op. 65. Valse héroïque, morceau de concert
- Op. 66. Marche hongroise (Colección: Le pianiste du jour: choix de compositions modernes et brillantes)
- Op. 67. Chant de l'absence, morceau de salon
- Op. 66. Marche hongroise
- Op. 67. Chant de l’absence, morceau de salon (Spinnerlied aus 'Der fliegende Holländer')
- Op. 68. Souvenir d'amitié, polka de concert pour le piano
- Op. 69. Mazurka brillante
- Op. 71. Grand galop brilliant
- Op. 72. Le dernier sourire, scherzo brillant pour le piano (The last smile)

### Obras sin opus
- 2 morceaux pour le piano
- N. 1. Nocturne sentimentale (adagio con espressione, la bemol mayor)
- N. 2. Impromptu en forme de valse (allegro ma non troppo, mi mayor)
- À la mazourka
- À la polacca
- L'amazone
- La blondine, polka-redowa (piano)
- La brunette, rondino (piano)
- Étude pour le trille
- Florinda, nocturne (piano)
- L'hirondelle (tempo di polka, piano)
- Last smile (piano)
- Lied ohne Worte
- Mazeppa
- Pensez-a-moi
- Scherzo brillant
- Styrienne